# Der Staatsanwalt hat das Wort: Ein gefährlicher Fund
Ein Gefährlicher Fund ist ein deutscher, kriminologischer Fernsehfilm von Hans Werner aus dem Jahr 1983. Er erschien als 85. Folge der Reihe Der Staatsanwalt hat das Wort.

## Handlung

### Filmhandlung
Thomas „Stoni“ Eckert ist Sänger und Star einer Amateurrockband. Obwohl er im Rahmen seiner Möglichkeiten recht erfolgreich ist und auch über ein gewisses Talent als Texter und Komponist verfügt, kommt es innerhalb der Band zu Spannungen, die einem gewissen Maß an Selbstüberschätzung Stonis und seiner Unzuverlässigkeit geschuldet sind. Hinzu kommt eine beginnende Alkoholkrankheit, die mit heftigen Magenproblemen Stonis einhergeht.
Zur gleichen Zeit findet Martin Schadow, Bandkollege und zukünftiger Schwager von Stoni bei Aufräumarbeiten im Keller einen Revolver mit Munition. Kurz darauf erfährt auch dessen Mutter Margot Schadow von diesem Fund. Sie drängt Martin die Waffe der Polizei zu übergeben. Als Waffensammler will er den Fund allerdings nicht melden und den Revolver behalten. Er probiert ihn heimlich aus und stellt fest, dass die Munition scheinbar nicht funktioniert.
Schließlich ist der Mutter die Waffe im Haus nicht geheuer, sie nimmt den Revolver an sich und gibt vor, ihn der Polizei zu übergeben. Tatsächlich vergräbt sie ihn aber im Garten und glaubt ihn dadurch vor weiterem Zugriff sicher. Martin beobachtet seine Mutter aber und gräbt die Waffe heimlich wieder aus.
Inzwischen haben die Konflikte in der Band zugenommen, auch dadurch, dass Bandleader Werner Marbach den jungen Till als scheinbaren oder möglicherweise tatsächlichen Ersatz für Stoni in die Band aufgenommen hat. Außerdem steht Ulrike Schadow, die sich moralisch verpflichtet fühlt, ihrem Bruder mit seinen Problemen beizustehen, zunehmend zwischen ihrem Freund Martin und ihrem Bruder. Als dieser bei Martin zufällig den Revolver findet, glaubt er Martin damit in der Hand zu haben.
Schließlich kommt es zum offen ausgetragenen Streit zwischen Stoni und Till. Der Streit endet in einer Saalschlägerei. Den dabei entstandenen Schaden wird Stoni ersetzen müssen. Er fasst den Plan, Martin zu erpressen. Durch Andeutungen Stonis aufmerksam geworden, befragt Ulrike ihren Freund Martin, der sich ihr anvertraut, auch weil er bereits gewillt ist, die Sache zu bereinigen. Als in diesem Augenblick ein Polizist im Hause Schado erscheint, um Martin als Zeugen noch einmal zu der Schlägerei zu befragen, nimmt Ulrike die Waffe kurzerhand an sich und begibt sich zu Stoni.
Sie legt den Revolver auf den Tisch und will Stoni zur Rede stellen. Der allerdings „will jetzt nicht ernst sein“ und beginnt mit der Waffe zu spielen. Nach mehrmaligem ergebnislosen Betätigen des Abzuges löst sich ein Schuss, der Ulrike trifft und sie schwer verletzt.
Ulrike Eckert überlebt den Vorfall, trägt aber zeitlebens bestehen bleibende gesundheitliche Schäden davon.

### Rechtliche Bewertung
Thomas „Stoni“ Eckert wurde später wegen der Unterlassung der Anzeige des unbefugten Waffenbesitzes, wegen versuchter Erpressung, fahrlässiger Körperverletzung sowie wegen vorsätzlicher Sachbeschädigung zu einer Freiheitsstrafe von 2 Jahren verurteilt. Martin Schadow und Margot Schadow wurden wegen unbefugten Waffenbesitzes zu Freiheitsstrafen von einem bzw. einem halben Jahr auf Bewährung verurteilt. Im Falle von Ulrike Eckert wurde von einer Bestrafung abgesehen, weil sie die Waffe nur kurzzeitig in ihrem Besitz hatte, sich mit dem Erpressungsversuch ihres Bruders auseinandersetze und letztlich selbst Opfer ihres Gesetzesverstoßes wurde.

## Produktion
Ein Gefährlicher Fund entstand 1982/1983 beim Fernsehen der DDR im Bereich „Unterhaltende Dramatik – Hauptabteilung: Polizeiruf/Staatsanwalt“. Das Szenarium schrieb Ingeborg Nössig, Dramaturgin war Käthe Riemann, den Kommentar verfasste und sprach Dr. Peter Przybylski. Das Szenenbild stammte von Hans-Georg Völker und die Kostüme von Ursula Rotte.